# Heinrich Lübben
Heinrich Gerhard Lübben (* 29. April 1883 in Langenriep, Gemeinde Esenshamm, Großherzogtum Oldenburg; † 27. Dezember 1931 in Absen, Gemeinde Rodenkirchen) war ein deutscher Lehrer und Zoologe, bekannt als Gründer und erster Direktor des heutigen Zoos am Meer in Bremerhaven.

## Biografie

### Familie
Lübben wurde als Sohn von Georg und Mathilde Lübben geboren. Sein Vater, der Hausmann Georg Lübben (1854–1929), war Sohn des Hausmanns Heinrich Gerhard Lübben (1821–1877) und der Friederike Gesine Harms (1824–1899). Seine Mutter, Mathilde Lübben (1856–1921), war Tochter des Hausmanns Heinrich Adolph Dirksen und der Ahlke Margarethe Böger. Der Bruder Karl Friedrich Lübben (1881–1957) wurde Chefarzt des Städtischen Krankenhauses in Bremerhaven.
Am 4. Juli 1911 heiratete Lübben in Rodenkirchen Bertha Wulff. Sie hatten zwei Söhne: Der 1912 geborene Burchard Hinrich Lübben wurde 1935 in Marburg zum Dr. jur. promoviert und geriet im August 1944 als Kriegsgerichtsrat in Rumänien in russische Kriegsgefangenschaft, aus der er erst 1953 zurückkehrte. Später war er Leitender Regierungsdirektor bei dem Senator für Inneres. Der zweite Sohn, Melchior Heinrich (1914–1942), wurde 1941 in Tübingen zum Dr. med. promoviert und fiel als Militärarzt 1942 am Ilmensee in Nordwestrussland.

### Ausbildung und Beruf
Lübben erhielt zuerst Privatunterricht und besuchte dann die Oberrealschule in Oldenburg, wo er Michaelis 1902 die Reifeprüfung bestand. Anschließend studierte er Naturwissenschaften, zuerst vier Semester in Marburg, wo er Mitglied der Marburger Burschenschaft Arminia wurde, im Wintersemester 1904/05 in Berlin und ab Sommersemester 1905 in Greifswald. Vom 1. Oktober 1906 bis zum 1. Oktober 1907 war er Assistent am Zoologischen Institut der Universität Greifswald und am 12. März 1907 wurde er dort mit einer Arbeit über die Metamorphose der inneren Organe der Köcherfliegen zum Dr. phil. promoviert, nachdem er bereits am 30. Oktober 1906 das Rigorosum bestanden hatte.
Ebenfalls in Greifswald bestand er am 18. Juni 1908 die Lehramtsprüfung und erwarb die Lehrbefähigung für Zoologie und Botanik bis zur Oberprima und für Physik bis zur Untersekunda. Mit der Ergänzungsprüfung am 31. Oktober 1908 erhielt er auch die Lehrbefähigung für die Fächer Chemie und Mineralogie bis zur Untersekunda. Zudem bestand er die Turnlehrerprüfung, ehe er am 1. April 1909 sein Seminarjahr am Gymnasium und Realgymnasium in Flensburg antrat. Am 1. April 1910 wurde er Oberlehrer (später Studienrat) an der Höheren Mädchenschule in Bremerhaven (seit 1913 Städtisches Lyzeum und Oberreal-Studienanstalt). Im Ersten Weltkrieg wurde er als Landsturmmann an der Westfront eingesetzt und 1916 an der Somme schwer verwundet.

### Werk
Lübben beschäftigte sich mit Zoologie, besonders mit der Fauna des Meeres. Als beim Bau der Strandhalle in Bremerhaven der Vorschlag aufkam, ein Seeaquarium zu errichten, wurde er als Fachmann zu Rate gezogen. Er war federführend an der Planung des Aquariums beteiligt, das am 1. August 1913 eröffnet wurde und damals nach Berlin das zweitgrößte Deutschlands war. Als Leiter des Städtischen Aquariums erhielt er kein Gehalt, wurde aber von wöchentlich acht Unterrichtsstunden befreit. Schon vor seiner Einberufung zum Kriegsdienst plante er die Erweiterung um Seehunde und Seevögel. Kriegs- und Nachkriegszeit vereitelten diese Pläne zunächst. 1921 konnte schließlich das Reserve- und das Seehundbecken verwirklicht werden. 1927 wurde das Aquarium nach Lübbens Plänen um eine Freilandanlage mit Säugetieren und Vögeln des Küstengebietes erweitert. Am 24. Juni 1928 wurde der Außenbereich, die so genannten „Tiergrotten“, der Öffentlichkeit übergeben. Schon bald darauf konnten jährlich über 100.000 Besucher gezählt werden. Nach Lübbens plötzlichem Tod übernahm 1932 sein ehemaliger Lehrerkollege Otto Stocker die Leitung.
Daneben beschäftigte sich Lübben mit der Heimatforschung, er lieferte Beiträge zur Geschichte Frieslands und der Friesen sowie zur Geschichte der Familie Lübben. Unter dem Pseudonym Garlich Frerking schrieb er den historischen Roman Der Bruderkuß über die Hinrichtung seiner Vorfahren Dude und Gerald Lübben 1419 in Bremen.

## Veröffentlichungen
- Heinrich Lübben: Über die innere Metamorphose der Trichopteren. Lippert & Co. (G. Pätz’sche Buchdr.), Naumburg a. S. 1907, zugleich: Dissertation, Universität Greifswald, 1907, aus: Zoologische Jahrbücher. Abteilung für Anatomie und Ontogenie der Tiere. Band 24, 1907, S. 71–128
- Garlich Frerking: Der Bruderkuß. Ein Friesenroman. Friesen-Verlag, Bremen-Wilhelmshaven 1922
- Heinrich Lübben: Geschichte der Familie Lübben aus Stadland und Butjadingen. Bremerhaven 1923